# Bubikon
Bubikon is een gemeente en plaats in het Zwitserse kanton Zürich, en maakt deel uit van het district Hinwil.
Bubikon telt 5961 inwoners.
Bubikon heeft de eerste Zwitserse openbare golfbaan, de Swiss Golf Bubikon.

## Geboren
- Simon Zahner (1983), wielrenner